# Lake Street Elevated
La Lake Street Elevated Railroad est une ancienne compagnie de métro de la ville de Chicago (Illinois, États-Unis). 
L'histoire de la Lake Street Elevated est intéressante, quoiqu'un peu inhabituelle ; Agréée en 1888, en même temps que la South Side Elevated, sa franchise et son financement étaient assurés par Michael C. McDonald surnommé « King Mike » qui avait fait fortune dans les jeux de hasard. Attiré par le domaine moins hasardeux des transports publics, dans lequel il était devenu un spécialiste, il était réputé dans le secteur pour ses appuis politique mais surtout pour avoir construit de nouvelles lignes avant de les revendre avec une grosse plus-value à ses concurrents. 
Son nom provient de sa première mise en service en rappel du nom de la rue (Lake Street) qu’elle surplombe. Elle fut la deuxième à ouvrir compagnie de métropolitain à ouvrir ses portes à Chicago. Le premier service de passagers y fut assuré le 6 novembre 1893 soit un an après la South Side Rapid Transit. 
Son service s’étendait de l’entrée du Loop ou se trouvait son terminus de Market Street (devenue Wicker Drive) jusqu’à 52nd Avenue (devenue Laramie Avenue) et était assuré par des locomotives à vapeur identique à celles de la South Side Elevated. 
Son parcours connu sous le nom de Lake Branch est encore utilisé aujourd'hui par la ligne verte et dans une moindre mesure par la ligne rose du métro de Chicago.

## Historique

### Création de l'entreprise

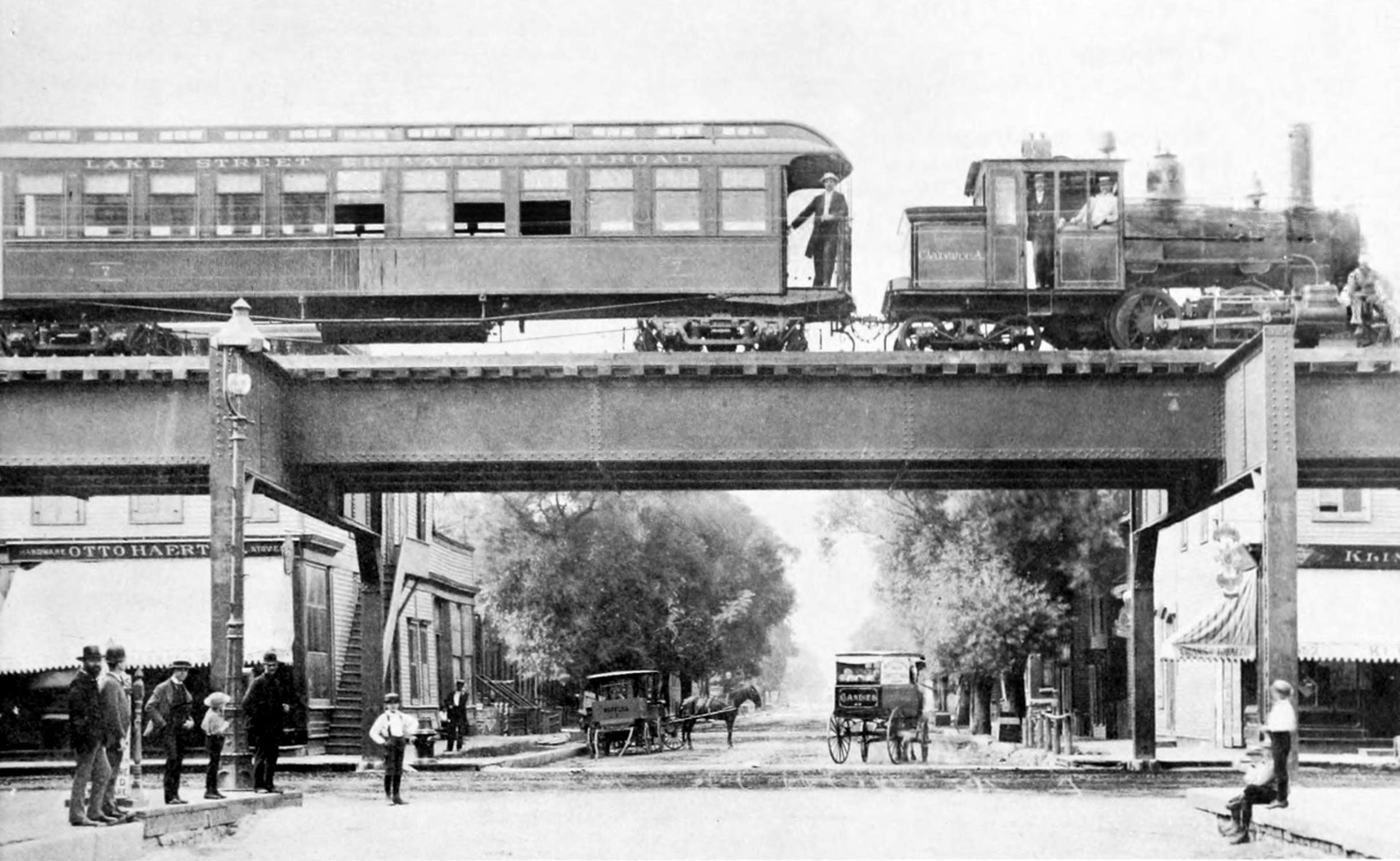
Une rame de la Lake Street Elevated en 1893.

Le 7 février 1888, la Lake Street Elevated Railway Company est constituée dans le but de construire et d’exploiter un métro aérien dans la ville de Chicago et dans le comté de Cook à l’ouest de la ville. 
En décembre 1888, une franchise de 25 ans lui est accordée à afin de construire une voirie de monorail expérimentale entre Canal Street et 40th Avenue. 
Le 18 décembre 1889, la première poutre est posée au croisement de Clinton et de Lake Street
En novembre 1890, le conseil municipal de Chicago supprime la mention de monorail de la franchise permettant ainsi la construction d’une voie plus traditionnelle. Il s'agit d'un geste plus symbolique qu'autre chose puisque la construction a déjà commencé un an auparavant et que les plans des voies avaient déjà été modifiés. Le conseil autorise également la construction d'une boucle dans le centre-ville de Chicago (Union Loop) et une extension vers l'ouest de la ligne de la 40th Avenue jusqu’à 52nd Avenue sur le territoire de Cicero.  
Début 1893, la Lake Street Elevated demande de pouvoir prolonger ses plans originaux vers le centre jusque Market Street afin de placer son terminus à proximité du quartier des affaires tandis que les projets de construction de la boucle sont repoussés à une date indéterminée. 

### Inauguration et entrée en service
Le 4 novembre 1893, un millier de passagers sont invités dans une rame de cinq wagons afin d’effectuer un premier voyage d’inauguration de la ligne. 
Le 6 novembre 1893, le service commercial s’ouvre entre Market Street et California. Plus de 50 000 passagers utilise la ligne le premier jour. 
Le 24 novembre 1893, le service est étendu à l'ouest de Homan Avenue (Conservatory-Central Park Drive). 
En janvier 1894, la ligne est prolongée jusque Hamlin Avenue. 
En mars 1894, la ville voisine de Cicero accepte une prolongation sur son territoire jusqu’à 72nd Avenue sur la limite ouest du comté de Cook. Le délai est fixé au 1er décembre 1895 mais le début de la construction prend du retard.
En mars 1894, le service est étendu de Hamlin Avenue à 48th Avenue. 
Le 29 avril 1894, la ligne est prolongée jusque 52nd Avenue.  
Le 3 juillet 1894, le magnat des transports en commun Charles Yerkes y achète une participation majoritaire. 
Le 1er octobre 1894, le conseil de la ville accorde l'autorisation de construire une extension au-dessus de Lake Street jusque Wabash Avenue dans le Loop. La ville exige des stations au niveau de Fith/ Lake, Clark Street et State Street. Cette section deviendra la branche nord de l'Union Loop. 
En janvier 1895, le conseil de la Lake Street Elevated décide de convertir la ligne à la traction électrique par  mesure d'économie. Afin de ne pas racheter un parc complet, il est également décidé de convertir les rames existantes en unité multiple électriques sur le modèle des MU Sprague de la South Side Elevated. 
En mars 1895, le délai de construction à Cicero est  prolongé au 1er décembre 1896. 
Le 22 septembre 1895, les rames n’empruntent plus le terminus de Market Street et poursuivent leur route jusque Wabash Avenue.
Le 9 mai 1896, les premières rames électriques sont mises en circulation et cohabitent avec les anciennes rames à vapeur qui quitteront définitivement le réseau le 13 juin 1896. 
20 juin 1896, une rame de 3 wagons déraille à hauteur de Rockwell Street et termine sa course sur le trottoir. La cause est rapidement détectée, les wagons sont trop lourds et les freins moteurs trop légers. Les rames à vapeur ressortent du dépôt le temps de modifier toutes les rames électriques. 
Le 20 septembre 1896, l’exploitation électrique reprend sur le réseau. 
Le 8 novembre 1896, la jambe de Wabash Avenue sur l'Union Loop est terminée, les rames roulent désormais jusque Adams/Wabash. 
Le 30 juin 1897, lasse que la Lake Street Elevated n’ait jamais commencé les travaux sur son territoire, la ville de Cicero, accepte la demande de franchise de Kimball M. Frank pour construire une voirie de métropolitain. Une clause stipule que si l'une des lignes autorisées devait être louée à une compagnie existante, une taxe de cinq cents devait revenir à la ville pour chaque passage sur son territoire. Kimball M. Frank accepte la franchise et la réaffecte immédiatement à la Lake Street Elevated.
Le 3 octobre 1897, l'Union Loop est achevé et les rames commencent à fonctionner en boucle dans le sens des aiguilles d’une montre. 

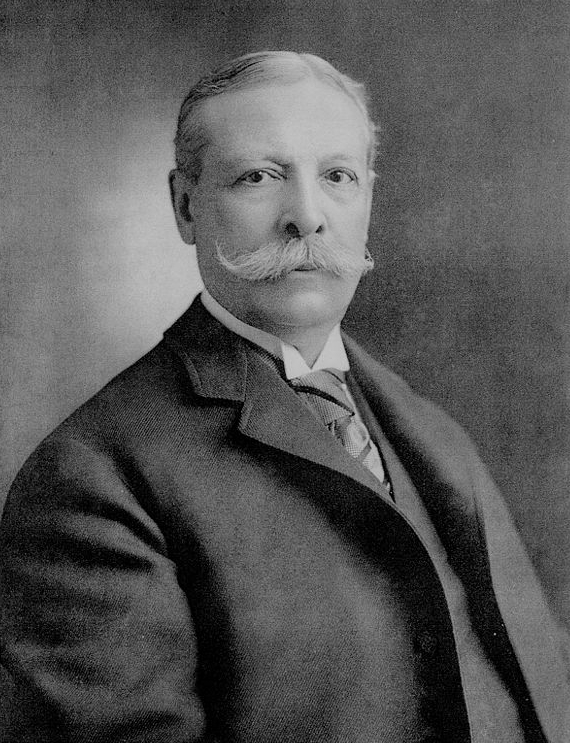
L'entrepreneur Charles Yerkes.

Le 20 décembre 1898, la Midnight Franchise est approuvé dans un marché entre Charles Yerkes et les trois syndicats de Cicero et de Austin tandis que Oak Park est volontairement maintenu à l’écart. 
Le droit de passage de cinq cents est maintenu du Loop à Austin Avenue tandis que passé ce point, huit cents sont rétrocédés à la communauté. En échange, elle se voit attribuer le marché pour quatre nouvelles lignes. Une première de Lake Street vers le nord de Lombard Avenue, une ligne vers le sud sur Lombard Avenue également afin de se connecter aux rails de l’ancienne former Chicago Harlem & Batavia Railroad jusqu’à la 72nd Avenue. Une ligne à travers les usines de Cuyler Avenue et enfin une connexion sur Willow Street ce qui assure à la compagnie un monopole dans cette partie de l’agglomération. 
Mais l’élément le plus marquant fut une clause anodine insérée dans le document autorisant l'entreprise à retarder indéfiniment la prolongation de la ligne sur South Boulevard West, voie d’accès importante pour les habitants d'Oak Park. Cette clause allait devenir le centre d'un profond désaccord entre les citoyens d'Oak Park et la Lake Street Elevated.
Le 19 avril 1899, le service est étendu à l'ouest de Austin Avenue en utilisant des voies au niveau du sol en y ajoutant  une caténaire. 
Le 14 mai 1899, le service est étendu  à l'ouest vers Wisconsin Avenue (un bloc à l'est de Harlem Avenue) à l'aide de voies de tramway exploitée par le Suburban Railroads qui sous-loue ses voies à la Lake Street Elevated. À la même date, toujours dans le cadre de la Midnight franchise, les travaux débutent sur la future voirie de Cuyler Avenue.
Le 30 mai 1899, une nouvelle voie de service express est mise en place entre Harlem/Lake et le Loop en limitant le nombre de stations desservies entre les deux points. Afin de garantir les accords passés, la Lake Street Elevated lance le service sur le shuttle de Cuyler Avenue avec un service minimum vu que le chantier de plusieurs stations n’a pas encore commencé.

### Extension du service
Le 1er février 1901, le service est étendu à Harlem Avenue vers South Boulevard West via  Randolph Street. 
Le 7 août 1902, la Lake Street Elevated change son sens de circulation, les rames roulent désormais sur la gauche afin de gagner du temps. 
En juillet 1902, le Suburban Railroad est placé en liquidation judiciaire. Le Liquidateur annule la location des voies sur Randolph Street mais le métro continue son service malgré tout.  
Le 11 août 1902, le service express est ouvert jusqu'à Oak Park. Une rame part toutes les dix minutes en direction du Loop. Le service express est également étendu au samedi. 
Le 10 novembre 1902, le service express à Oak Park est suspendu après que la Commission des habitants a ordonné au président de la Lake Street Elevated de trouver un autre site de stockage des rames moins visible et surtout moins bruyante que la piste centrale destinée au service express. 
Le 12 novembre 1902, le service express à Oak Park est rétabli après qu'elle a vu une forte chute de la fréquentation après sa suspension. Les rames sont désormais stockées sur des voies de tramway abandonnées. 
En mars 1903, répondant aux demandes des citoyens d'Oak Park pour maintenir le service sur la branche de Randolph Street, la compagnie instaure un système de navette entre sa ligne principale de Lake Street et Lombard Avenue sur une voie unique. 
Le 1er avril 1903, la navette de Randolph Street est remplacée par un service direct jusqu’au Loop et quotidien en se servant d'un aiguillage à la station Lombard (sauf le dimanche ou la navette a continué à tourner). 
Le 5 novembre 1903, en proie à un manque de liquidité, plusieurs pistes de rachats des actifs sont avancées. La Blair & Company Syndicat s'engage à financer la nouvelle société par l'achat de 4,5 millions de dollars en actions et obligations. 

### Déclin de la compagnie
Le 21 décembre 1903, la Cour suprême de l'Illinois oblige la Lake Street Elevated à stopper immédiatement tout service sur Randolph Street conformément aux décisions prises lors de la faillite de la Surburban - Harlem Chicago & Batavia Railroad en 1901. Le dernier service y fut assuré le 24 décembre avant que la police ne pose des scellés avant démolition deux jours plus tard. 
Le 7 janvier 1904, les autorités d'Oak Park autorisent le chantier de suppression des voies abandonnées de Randolph Street qui malgré les pressions des habitants ne rouvrira plus. 
Le 31 mars 1904, les actionnaires de la compagnie votent massivement en faveur de la modification de son appellation en Chicago & Oak Park Elevated Railway Company.
En mars 1910, une franchise est accordée à la Chicago & Elmhurst Interurbain (une filiale de la Chicago & Oak Park Elevated Railway Company) afin de permettre au métro de Chicago de rouler jusque Marengo Avenue à l’ouest de Forest Park. 
Le 20 mai 1910, la station Marengo Avenue entre officiellement service à 9 heures. Une seule voie traverse Harlem Avenue, une seconde piste est ajoutée quelques années plus tard. 
En juin 1911, une première réunion de consolidation du système de transport en commun rapide de Chicago a lieu. Les quatre compagnies, la Northwestern Elevated, la South Side Elevated Railroad, le Metropolitan West Side Elevated Railroad et la Lake Street Elevated se réunissent sous une association «volontaire» sous le nom Chicago Elevated Railway.
Le 13 novembre 1911, à nouveau au bord du gouffre financièrement, la Chicago & Oak Park Elevated Railway Company est placée sous la tutelle de la Central Trust Company de New York. 
En juin 1912, le conseil de Oak Park demande la mise à double voie du Cuyler Shuttle mais exsangue financièrement, la Chicago & Oak Park Elevated Railway Company refuse. 
Le 4 juillet 1912, la branche sur Cuyler Avenue cesse ses activités. Deux jours auparavant, la Chicago & Oak Park Elevated Railway Company informe l’US District Court (à laquelle elle rend des comptes dans le cadre de son redressement) qu'elle n'est plus à même de maintenir la desserte faute de rentabilité. 
Le 3 novembre 1913, sous l’impulsion du Chicago Elevated Railway, un service dit Crosstown est initié entre les différentes compagnies. Le service de Lake Street est maintenu jusqu'au Loop dans le sens contraire aux aiguilles d’une montre et une nouvelle station de transfert (Lake Street Transfer) est ouverte afin d’offrir une correspondance aux lignes de la Metropolitan West Side Elevated. 
Le 9 janvier 1924, les quatre compagnies que sont la Northwestern Elevated, la South Side Elevated, la Metropolitan West Side Elevated et la Lake Street Elevated fusionnent sous l’égide de Samuel Insull et le nom de Chicago Rapid Transit.